# Operación Pleshet
La operación Pleshet (מִבְצָע פְּלֶשֶׁת, Mivtza Pleshet, lit. «Operación Filistea»), nombrada por la región geográfica en la que se llevó a cabo, fue una operación militar israelí durante la guerra árabe-israelí de 1948. Fue llevada a cabo entre el 29 de mayo y el 3 de junio de 1948 en la zona Isdud/Ad Halom del frente sur, contra el Ejército egipcio. El objetivo de la operación era capturar Isdud y detener el avance egipcio hacia el norte. Mientras que solamente los compromisos del 2-3 de junio son nombrados oficialmente «Operación Pleshet», los acontecimientos inmediatamente anteriores se unieron historiográficamente con esta.
Los eventos precedentes consistían en un bombardeo aéreo, seguido de pequeña escala acoso israelí de las líneas egipcias, y más tarde un asalto terrestre (Operación Pleshet). El plan original era atacar el 1-2 de junio, pero esto fue cancelado debido a un alto el fuego inminente, y se reintentó el 2-3 de junio. Los israelíes, bajo el mando del comando paraguas de la Brigada Guivati, atacaron en dos fuerzas principales: una del norte (3 compañías) y una del sur (4 reforzadas). Los israelíes tenían poca inteligencia de su enemigo y se vieron obligados a retirarse. Ellos no pudieron capturar territorio, y sufrieron fuertes bajas. Sin embargo, después de la operación, Egipto cambió su estrategia de ofensiva a defensiva, deteniendo así su avance hacia el norte.
Dos debates historiográficos sin resolver existen en torno a la operación: si los egipcios tenían la intención de avanzar hacia Tel Aviv, que la mayoría de los historiadores están de acuerdo en que no era el caso; y si la operación fue un momento decisivo en el frente sur de Israel. La historiografía tradicional israelí, apoyada por los registros árabes tempranos, sostiene que fue un punto de inflexión, mientras que las fuentes árabes posteriores, y los Nuevos Historiadores, disputan esto.

## Antecedentes
Antes de la fundación del Estado de Israel, el liderazgo del Yishuv anticipó un ataque de los ejércitos regulares árabes, de los cuales Egipto era el más fuerte en términos de cantidad de tropas, armas y equipo. Como tal, el Plan Dalet tomó en cuenta detener un potencial ataque egipcio, y el puente sobre el río Lakhish en Ad Halom (Sukrit) fue volado como parte de la operación Barak, el 12 de mayo. A los ojos del comando Guivati, esta parte de la operación era de importancia marginal. Un pelotón del 54.º Batallón, dos mulas y 300 kilogramos de explosivos fueron asignados para ello. Las mulas huyeron del lugar, y los explosivos se dividieron entre los soldados, y dejados en el puente. Se necesitaron dos intentos para destruirlo, ya que algunos de los explosivos no funcionaron la primera vez.
El puente original fue construido sobre el río Lakhish (Wadi Sukrir/Wadi Fakhira) durante el período romano, y reconstruido por el Imperio otomano a finales del siglo XIX. Se añadió un puente de ferrocarril paralelo cuando se construyó el primer ferrocarril costero (Líbano y Egipto). Después de numerosos ataques armados en la zona durante la revuelta árabe de 1936-1939 en Palestina, las autoridades británicas establecieron una serie de fortines en la zona, uno de ellos junto a los puentes.
Egipto invadió el Estado recién declarado de Israel el 15 de mayo de 1948. Su fuerza era aproximadamente una división, comandada por el general Ahmed Ali al-Mwawi. Su avance fue de tres frentes: la columna principal se movió al norte a través de lo que es hoy la Franja de Gaza y atacó Kfar Darom, otra columna se dirigió hacia el este hacia Beerseba, y una tercera atacó el kibutz Nirim. El 17 de mayo, una pequeña fuerza se separó del frente Beerseba hasta encontrarse con más fuerzas egipcias en Auja al-Hafir; el 19 de mayo, la columna principal atacó Yad Mordejai, y el 20 de mayo la fuerza principal en Beerseba se dispuso a unirse con la Legión Árabe transjordana en Hebrón.
El 21 de mayo, El Cairo envió un mensaje urgente a sus unidades en Palestina, diciendo «queremos al-Majdal hoy». Siguiendo a la operación israelí Ben Nun, el 25 de mayo la Legión Árabe transjordana presionó a los egipcios a moverse hacia el norte, a la zona de Ramla-Aquir-Yibna, con el fin de unirse posteriormente con la Legión en Bab al-Wad. Al hacerlo, dividiría a las fuerzas israelíes en dos: las del Néguev, y las del resto de Israel. El comandante egipcio al-Mwawi se oponía a tal movimiento, pero el liderazgo en El Cairo desestimó sus preocupaciones, y el 28 de mayo ordenó a una cuarta parte de sus fuerzas de combate moverse hacia el norte, desde Majdal.
Gamal Abdel Nasser escribió en sus memorias que ya el 25 de mayo las fuerzas egipcias estaban demasiado extendidas, que no tenían reservas móviles para asaltar a una fuerza judía, y que consideraba extraña la orden de asignar a un importante contingente a combatir en un zona desconocida. En seguimiento de su victoria en la batalla de Yad Mordejai (23-24 de mayo), al-Mwawi avanzó hacia el norte a lo largo de la costa, sin pasar por el relativamente bien defendido pueblo israelí de Nitzanim. Su columna se vio reforzada por mar cerca de Majdal, donde envió a una parte de su fuerza a la carretera Majdal-Hebrón, esperando que sería capaz de encontrarse con otra columna, bajo el mando del teniente coronel Abd el-Aziz, al sur de Jerusalén. Reducido a cerca de 2500 hombres, al-Mwawi reanudó su marcha hacia el norte. El general de brigada Mohamed Naguib fue puesto a cargo de la columna por al-Mwawi, porque el comandante original estaba de vacaciones en Egipto.
En la tarde del 29 de mayo de 1948, el puesto de observación en Nitzanim vio una columna egipcia, incluyendo tanques, vehículos blindados de combate y artillería que se desplazaban hacia el norte por la carretera costera. El cálculo fue reportado a las 16.45 horas: eran unos 1300 vehículos, aunque Yehoshua Goldratt, el oficial de operaciones de la Brigada Guivati, estando familiarizado con las formaciones egipcias, estimó que se trataba de una brigada, con unos 500 vehículos. Las estimaciones del Estado Mayor ascendieron a 200 vehículos y 2000-3.000 soldados. En ese momento, los responsables de las decisiones israelíes no sabían a dónde se dirigían los egipcios. Ellos contemplaron una de tres posibilidades: una marcha a Tel Aviv, a unos 40 kilómetros (25 millas) en dirección norte (la opinión adoptada por David Ben-Gurión); un intento de encontrarse con la Legión Árabe transjordana en la zona de Hebrón y capturar el Néguev (propuesta de Nahum Sarig, de la Brigada Néguev); o un intento de unirse con las fuerzas árabes restantes en Lida y en Ramla.
El comando de las FDI no consideró a las fuerzas en el Néguev occidental como suficientes para detener completamente la invasión egipcia, dondequiera que se dirigía, y ordenó una operación para detener o retrasar el avance de la columna. El comando también temía que las fuerzas árabes intentaran crear hechos consumados antes de la inminente alto el fuego impuesto por las Naciones Unidas. Las dos fuerzas árabes que fueron consideradas como una amenaza eran los iraquíes en el Triángulo (Jenin-Nablus-Tulkarem) y los egipcios en Majdal-Isdud. Por lo tanto, Golani y Carmeli atacaría Jenin, Alexandroni hostigaría Tulkarem, y Guivati atacaría Isdud.

## Preludio

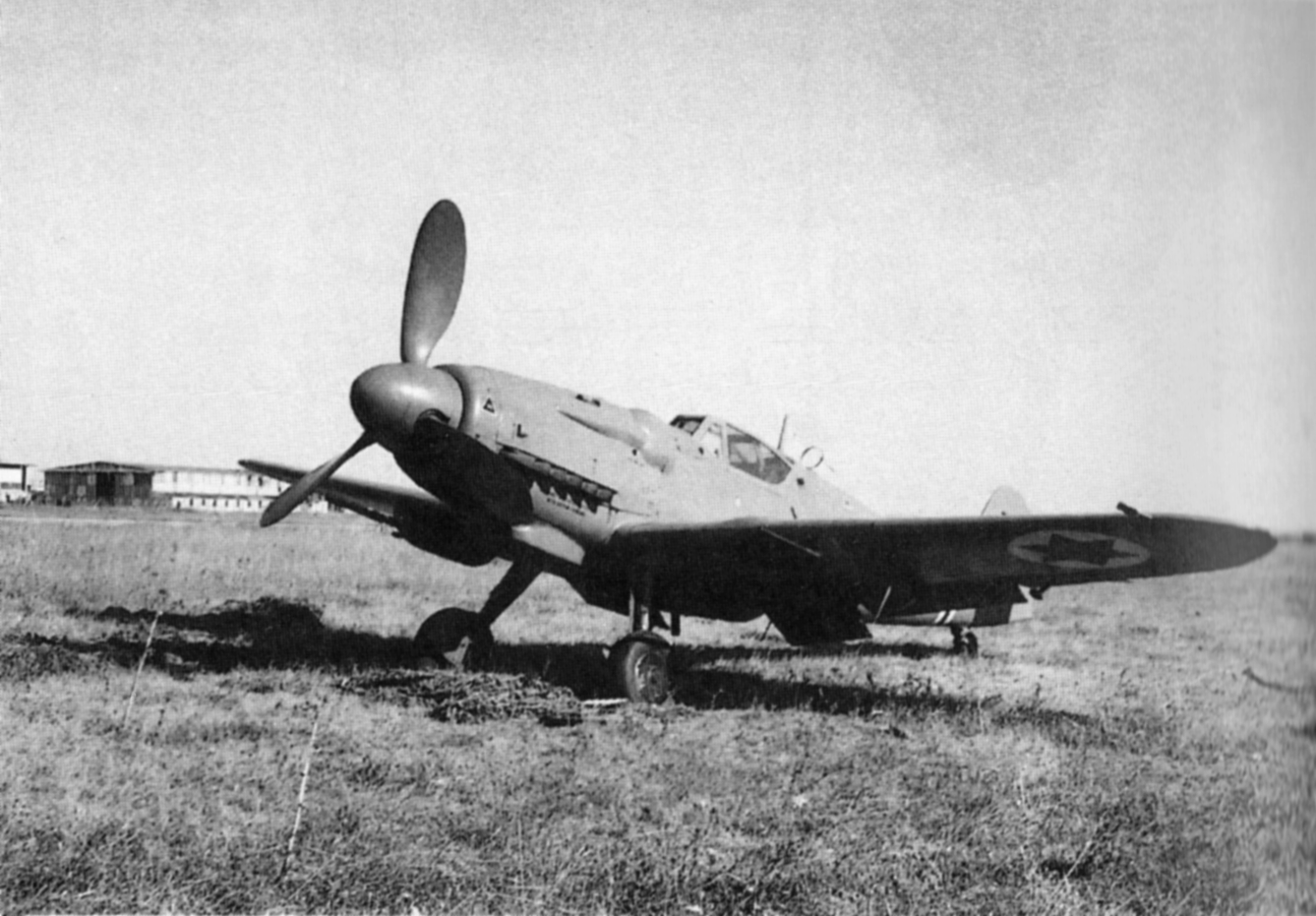
IAF Avia S-199 en junio de 1948.

A las 11:00 horas del 29 de mayo, el 2.º Batallón egipcio pasó a través de Isdud, y a las 12:00-13:00 horas, el 9.º Batallón tomó el pueblo en sí; su progreso fue obstaculizado solamente por un ocasional fuego de ametralladora desde Nitzanim. Más tarde, el mismo día, el 2.º Batallón se detuvo en el río Lakhish, a unos 3 kilómetros (1,9 millas) al norte de Isdud. Los egipcios comenzaron los preparativos para cruzar el río mediante la construcción de un puente Bailey. Los voluntarios de Sudán y Arabia Saudita también se sumaron a la posición de Isdud.
Shimon Avidan, el comandante de la brigada Guivati, responsable de la zona sur de Shephelah (incluyendo la mayoría de los pueblos del sur de Israel de la época), pidió destinar fuerzas para impedir u obstaculizar el avance egipcio. Un número de cañones Napoleonchik de 65 mm fueron enviados a Guivati, y las unidades del Palmaj (Brigada Néguev) estaban listos para apoyarlo, a pesar de una grave escasez de soldados y municiones en la brigada. El 28 de mayo, los técnicos checos en la base aérea de Ecrón terminaron de ensamblar cuatro aviones Avia S-199 (una variante del Messerschmitt) traídos de Checoslovaquia, que estaban destinados a hostigar a la base de la fuerza aérea egipcia de El Arish, formando así la primera escuadrilla de cazas de las FDI. A pesar de ser probados, el jefe de operaciones Yigael Yadin ordenó a los aviones apoyar a las fuerzas de Avidan. De acuerdo con Lou Lenart, un piloto estadounidense que voló una de las aeronaves, Avidan dijo a los pilotos que los de Guivati «estaban desesperados porque estaban entre el ejército egipcio de diez mil hombres con varios cientos de vehículos, y Tel Aviv [tenía] solo unos 250 soldados israelíes. Los egipcios estaban tan seguros de la victoria que se alineaban parachoques con parachoques detrás del puente».

### Ataque aéreo

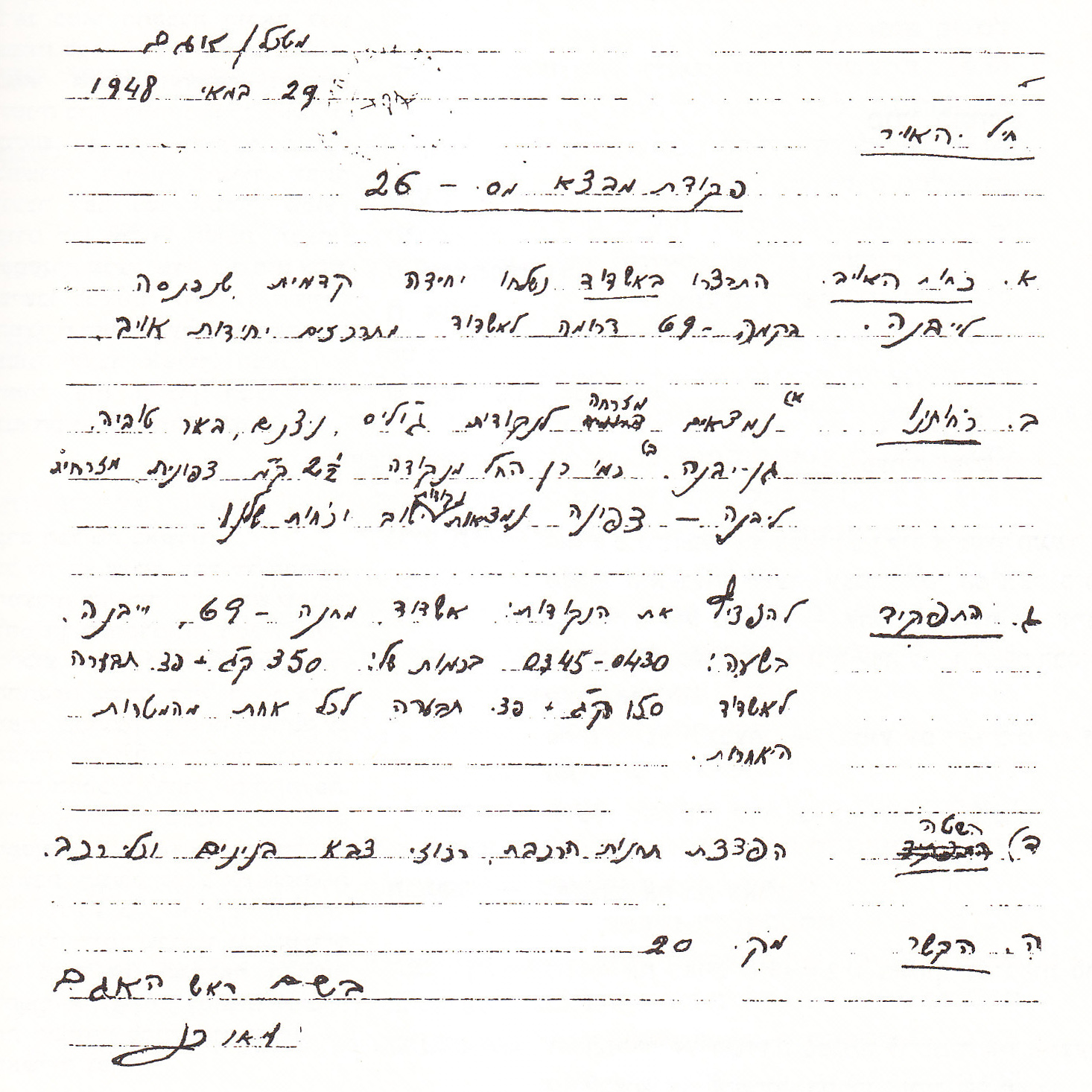
Orden de operaciones para el ataque aéreo emitida por la Dirección de Operaciones del Estado Mayor General.

A las 18:00 horas, los cuatro aviones de combate dejaron Ecrón para bombardear y ametrallar las líneas egipcias concentradas cerca del puente. Cada avión tenía dos bombas de 70 kilogramos (150 libras), dos ametralladoras de 13 mm y dos cañones de 20 mm. Los pilotos eran Lou Lenart, Mordejai Elon (Kalibansky), Ezer Weizman y Eddie Cohen, en ese orden. El ataque fue desorganizado, y el daño que hizo fue mínimo. Lenart llegó desde el norte y dejó caer sus bombas en medio de Isdud. Él rodeó y bombardeó a los egipcios desde el sureste y luego desde el norte nuevamente, antes de su cabina recibiera un impacto y él decidiera volver a Ecrón. Según él, los cañones cesaron de disparar después de las primeros diez rondas, y empezó a oler a pólvora. Alon también hizo tres carreras, en una gran concentración de vehículos al sur de Isdud. Volvió a Ecrón sobrevolando el mar. Weizmann rodeó y atacó a los egipcios desde el sur, el oeste, y luego otra vez desde el sur. Sus cañones dejaron de disparar después de una ronda.
El ejército egipcio lanzó todo su arsenal antiaéreo y golpeó el avión de Alón, pero él logró un aterrizaje forzoso sin daño a las 20:05 horas, realizando un serpenteo en tierra. Weizmann aterrizó a las 20:15 horas. Eddie Cohen, un piloto voluntario de Sudáfrica, se estrelló y murió, aunque se desconoce si fue alcanzado por el fuego antiaéreo, o un problema técnico hizo que el avión no funcione correctamente. Un informe elaborado por Dan Tolkovsky, el oficial israelí de operaciones de la Fuerza Aérea en ese momento, indicó que probablemente Cohen intentó aterrizar en la base aérea de Hatzor en lugar de Ecrón, donde testigos vieron a un avión en llamas estrellarse a la distancia. Fue el primer muerto en acción de la Fuerza Aérea Israelí, y fue enterrado en Tel Aviv (Nahalat Yitzhak) después de que sus restos fueron encontrados a finales de 1949.
A pesar de ello, los egipcios fueron tomados por sorpresa y el ataque tuvo un profundo efecto psicológico. Esta fue la primera vez que tales aeronaves habían sido utilizadas. Los ejércitos árabes habían tenido previamente la superioridad aérea completa y no tenía conocimiento de la existencia de aviones de combate en la Fuerza Aérea de Israel. Un mensaje de radio egipcio interceptado declaró: «Hemos sido fuertemente atacadas por aviones enemigos, estamos dispersados». El informe oficial egipcio evaluó que había solamente dos aviones, y que eran Spitfires. De acuerdo con Ezer Weizman, los aviones no habían sido probados antes del ataque, y no había pruebas de que podían volar o disparar sus armas. Sin embargo, los pilotos consideraron esto una cuestión de menor importancia a la luz del hecho de que estaban haciendo historia al ser los primeros en volar aviones de combate israelíes. La combinación de la aparición de la IAF, la introducción de la artillería israelí, las defensas israelíes y la amenaza para su flanco convenció a al-Mwawi que debía detenerse. Llegó a la conclusión de que sus fuerzas estaban sobreextendidas y que sus posiciones necesitaban consolidarse. Dejó al general de brigada Muhammad Naguib al mando de Isdud y le ordenó cavar posiciones.

### Operaciones del 30 de mayo—1 de junio

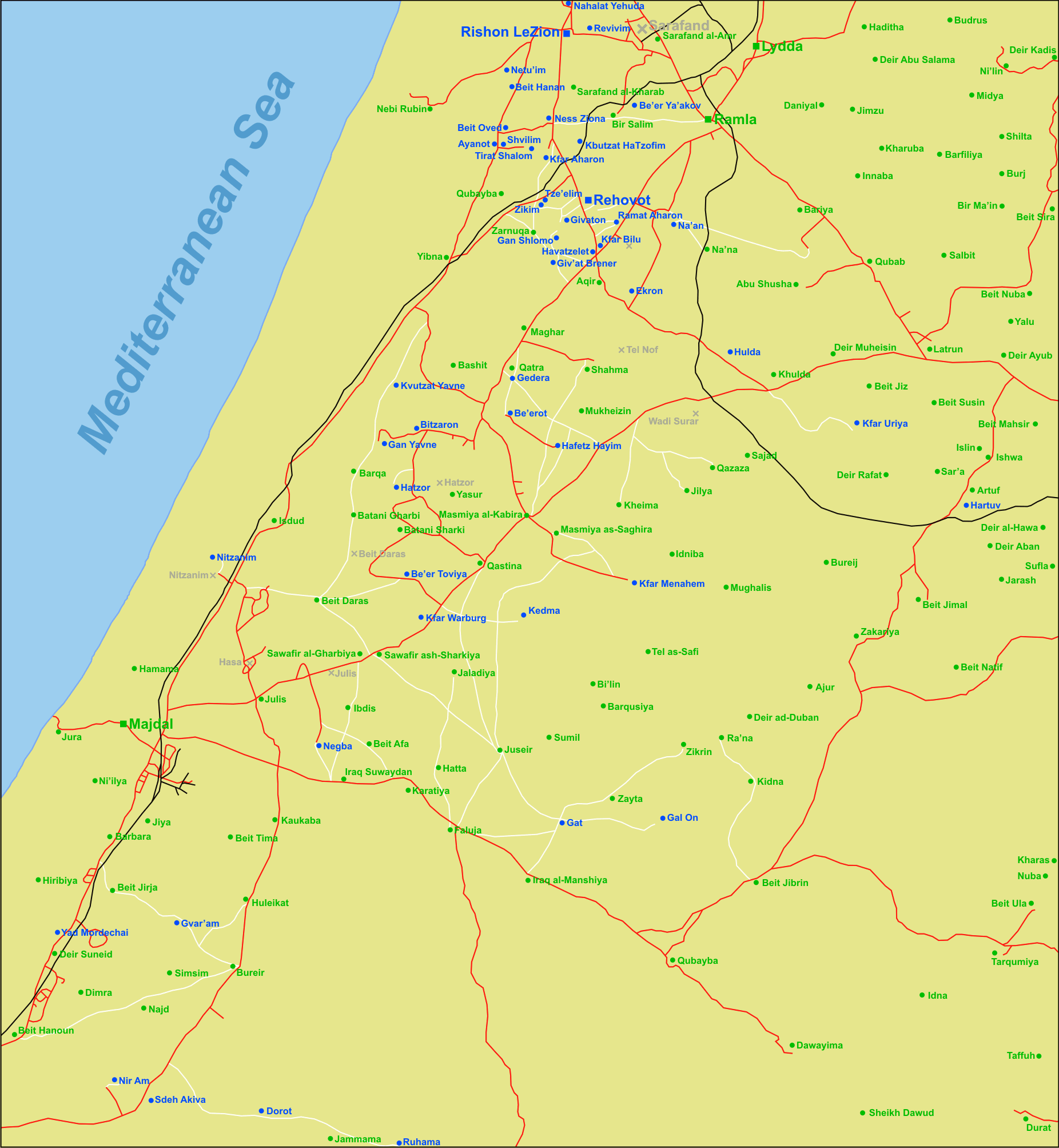
Mapa regional orientativo.

Entre el 29 de mayo y 2 de junio, las Fuerzas de Defensa de Israel bombardearon constantemente a los egipcios en Isdud con cañones Napoleonchik y las patrullas Guivati hostigaron las líneas egipcias. El 51.º Batallón fue el encargado de colocar minas a lo largo de la carretera principal cercana a Isdud, Yavne y la Colina 69. La 3.ª Compañía del 53.º batallón, comandada por Yosef Geva, tuvo la tarea de acosar las líneas enemigas, mientras que la 1.ª Compañía del 54.º Batallón, comandada por Aryeh Kotzer, recibió la orden de asaltar varios objetivos. En su libro En los campos de Filistea, Uri Avnery, quien participó en las batallas, escribió acerca de la operación de hostigamiento, que durante esos días los egipcios estaban temiendo un ataque israelí y estaban disparando en todas direcciones y lanzando bengalas con la esperanza de descubrir a su enemigo.
De las preparaciones, escribió:
| Pasamos a través de las calles de Gedera. No era un desfile de celebración; pasamos en una formación de combate, usando cascos de acero, en una línea de una sola fila. Los civiles y las mujeres evacuadas [de Kfar Warburg y Beer Tuvia] nos miraban. Ellos no aplaudían. Sin embargo, sus ojos nos seguían. También sabían: esta delgada línea de defensa de camisas color caqui es su última línea de defensa, de Tel Aviv, del Estado de Israel. | עברנו את רחובות גדרה. לא היה זה מצעד חגיגי – עברנו במבנה קרבי, חבושים כובעי פלדה, בשורה ערפית. האזרחים והנשים המפונות הסתכלו בנו. הם לא מחאו לנו כף. אך עיניהם ליוונו בדרכנו. גם הם ידעו: השורה הדקה הזאת של חולצות־האקי היא ההגנה האחרונה לביתם, לתל־אביב למדינת־ישראל. |

En la noche del 30 de mayo, la 1.ª Compañía del 54.º Batallón atacó el área alrededor de la estación de tren de Isdud, pero fue derrotados y tuvieron que retirarse con cuatro heridos. Según el informe de la compañía, la comida que les fue dada estaba podrida, y deterioró aún más la capacidad de los soldados de luchar. El 31 de mayo, la radio egipcia describió al ataque como una victoria, y que cientos de israelíes resultaron muertos. El 3.ª Compañía no tuvo éxito, ya que la inteligencia acerca de las posiciones precisas egipcias era escasa, mientras que la compañía mostró su posición rápidamente. Un mortero egipcio logró un impacto directo en uno de los escuadrones de la compañía, lo que causó víctimas y pánico. Uno de los soldados corrió a refugiarse, pero perdió la dirección y terminó en Isdud. Caminaba por el pueblo inadvertido y encontró una oportunidad de volver a Guivati, y proporcionó el comando con información muy valiosa para la operación.
El 30 de mayo, el Estado Mayor ordenó la creación de un nuevo batallón en Guivati, el 57.º, que consistiría en unos 200 miembros del Irgún. Un centenar de rifles para el batallón fueron proporcionados por Guivati, con 50-80 más proporcionados por el Estado Mayor. El comandante de brigada Avidan también creó dos nuevas compañías, una en el 54.º Batallón, y otra en el 55.º, consistiendo en 80 personas cada una. Esas fuerzas combinadas se encargaron de la misión de capturar la Yibna árabe (31 de mayo), aunque el ataque nunca se materializó debido a que el batallón salió totalmente sin preparación, perdió el rumbo, y volvió a su posición inicial. También el 30 de mayo, cuatro avionetas salieron del aeropuerto de Sde Dov a bombardear la zona de Isdud, aunque solamente un piloto Rapide vio a su destino. No pudo decir si alguna de las bombas explotó realmente.
El Estado Mayor emitió una orden para atacar las posiciones egipcias con una fuerza de tres batallones fuertes (de las brigadas Guivati y Néguev [Palmaj]). El ataque estaba destinado a tener lugar en la noche del 1-2 de junio, y alrededor de la medianoche las unidades involucradas tomaron posiciones, desde las cuales estaba destinado a lanzarse el asalto. El 51.º Batallón estableció posiciones en el área de Yavne–Gan Yavne–Hatzor, el 53.º Batallón en la zona de Be'er Tuvia–Kfar Warburg, y el 54.º infiltró una compañía en el área de Gedera-Bashit. En el último minuto, el Estado Mayor canceló la orden debido a un alto el fuego inminente. El cese del fuego no tuvo efecto, sin embargo, y el ataque se aplazó hasta la noche del 2-3 de junio. Los egipcios descubrieron el plan original, y estaban preparados para enfrentarse a las fuerzas israelíes.

### El ataque cancelado del 1-2 de junio y reorganizaciones posteriores
El Estado Mayor General israelí ordenó para un asalto a gran escala contra las posiciones egipcias, pero este fue cancelado al último momento debido a las conversaciones de alto el fuego. La orden del Estado Mayor, enviada entre otras a las brigadas Guivati, 7.ª y Néguev, estimaba que las fuerzas egipcias consistían en 2000 efectivos entre Ashdod y los puentes hacia el norte. La orden era aniquilar esas tropas en la noche del 1-2 de junio, primero organizando un gran ataque contra sus líneas de suministro, y luego atacando y capturando Isdud. La orden fue dada oficialmente a Guivati. Las fuerzas señaladas fueron: siete compañías de Guivati (de ellas, tres del Irgún), tres compañías de infantería y un regimiento de jeeps de Néguev, tres compañías de Yiftaj, una batería de artillería de 65 mm, y pelotones armados con morteros de 4.2 pulgadas y de 25 libras. La orden también decía, sin embargo, que si todas las fuerzas y equipos no estaban reunidos para la hora cero, Guivati tendría que atacar con las fuerzas que se encontrasen en ese momento.
Inmediatamente después de recibir la orden, Shimon Avidan convocó a una reunión de emergencia en Hatzor. Yehoshua Goldratt, el único oficial en la brigada que tenía experiencia del ejército británico operando una fuerza combinada de infantería, vehículos blindados, artillería y aéreas, escribió el orden de operaciones. La orden estaba en inglés, ya que Goldratt no era fluido en el hebreo, y fue entregada a los comandantes de batallón el 1 de junio. Los comandantes de batallón tradujeron el documento al hebreo para los comandantes de la compañía. De acuerdo con el plan, seis compañías (3 del Palmaj y 3 del Irgún) atacarían a los egipcios desde el sur. Tres compañías (2 del 52.º Batallón y una del 51.º) atacarían desde el norte, y dos compañías (una del 53.º Batallón y otra del Irgún) impedirían una retirada hacia el este. Una compañía del 53.º Batallón bloquearía refuerzos enviados desde Majdal. Sin embargo, solamente los oficiales superiores conocían los planes completos. Simha Siloni, comandante de las fuerzas del Palmaj (Batallón Bestias, de la brigada Néguev), comentó que sus fuerzas no estaban preparadas, y completamente exhaustas para reunirse en los puntos señalados, y él había dado su consentimiento para su despliegue solamente después de que se aseguraron que servirían como reserva operacional (en realidad, el plan señalaba que estas fuerzas debían liderar el asalto desde el sur).
La hora cero se fijó para las 03:00 horas de la noche del 1-2 de junio, pero en el último momento una orden llegó, cancelando el ataque. Este fue un importante golpe a la moral de las tropas, sobre todo porque antes de la operación Abba Kovner, el oficial de cultura de Guivati, pronunció un discurso afirmando que el ataque sería un momento histórico, en el que las FDI aniquilarían a las fuerzas egipcias. Shraga Gafni, en su libro El Buen Zapador Alex, y Uri Avnery en En los campos de Filistea, proveen extractos del discurso:
Esta noche, por primera vez, se escuchará la ira de nuestros aviones y el estruendo de los cañones [...] porque el objetivo no es capturar un solo pueblo o territorio, sino destruir la columna egipcia [...]. La fuerza aérea, la artillería y la infantería esta vez actuarán juntas [...]. Todo lo que pudiera haber sido preparado, estaba [preparado].

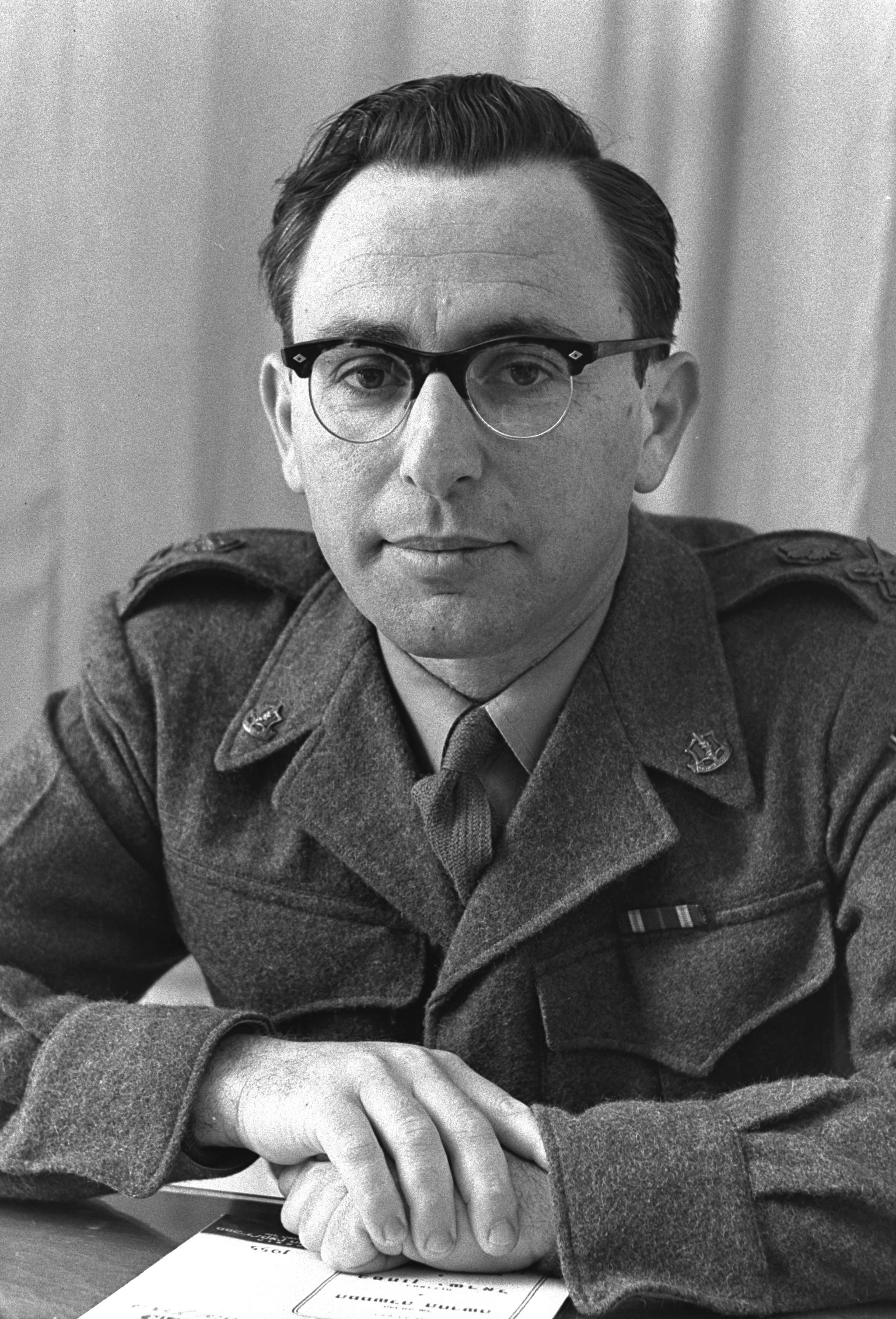
Zvi Zur, entonces comandante del 54.º Batallón.

Se emitieron órdenes inmediatamente (a las 06:00 horas) para iniciar nuevas preparaciones. En virtud de las nuevas órdenes, dos compañías del 51.º Batallón debían estacionarse en Hatzor y Barqa, respectivamente. El 52.º Batallón debía prepararse en Camp Bilu (al lado de Kfar Bilu). El 53.º Batallón debía colocar dos compañías en Be'er Tuvia, dos pelotones en Negba, y uno en Kfar Warburg. Dos compañías del 54.º debían ser colocadas en Tel Nof (base aérea de Ecrón). Seis pelotones del 55.º debían establecerse entre al-Maghar y al-Ghubaiba. La 8.ª Brigada debía establecerse entre Gat, Gal On y Nitzanim, así como permanecer en la zona Gedera-Bashit. Un batallón también fue transferido temporalmente de Kiryati a Guivati (entonces denominado como el 56.º), preparándose en Abu Shusha y Hulda. El 57.º Batallón (Irgún) debía colocarse en Zarqa. De la Brigada Néguev, dos compañías estarían en Camp Julis y una en Camp Beit Daras. Por último, las fuerzas de artillería debían mantener sus posiciones anteriores, así como tomar otras nuevas en Bitzaron.
El mismo día, las fuerzas egipcias también cambiaron la disposición de sus fuerzas, moviendo el 9.º Batallón al puente Ad Halom, el 2.º al propio Isdud, y el 1.º a Irak Suwaydan y Faluja. Ametralladoras pesadas y unidades blindadas fueron dispersadas en medio. Los soldados del Estado Mayor y los tripulantes de los carros Bren tomaron posiciones junto con los soldados de infantería regular. El lado israelí no sabía de estos movimientos, pero era consciente de que había sido detectado en los preparativos de la noche anterior. El ejército estaba en contra de atacar Isdud inmediatamente, pero la orden fue dada por la jerarquía política. Se esperaba que el ataque fuera un fracaso táctico; Avraham Ayalon escribío que podría haber tenido éxito si únicamente hubieran sido atacadas las fuerzas meridionales egipcias en Isdud, pero atribuye la falta de un plan de este tipo a la inexperiencia del comando y a la naturaleza heterogénea de la fuerza israelí, que según él no podía sacar adelante tal ofensiva.
El nuevo plan de las FDI programó la operación para el 2-3 de junio, siendo cambiado ligeramente del original. Se incluían 1150 combatientes, a diferencia de los 1300 en el plan inicial. Las fuerzas consistían en las siguientes: dos compañías del Palmaj del Batallón Beersheba y uno del Batallón Bestias de Néguev, bajo Yohanan Zariz, una compañía de vehículos ligeros, dos compañías del 54.º Batallón y una del 51.º, bajo Zvi Zur, tres compañías del Irgún, una compañía reforzada y un pelotón del 53.º Batallón y ocho piezas de artillería (seis Napoleonchiks y dos morteros de 4.2 pulgadas). Otra compañía de vehículos ligeros estaría en la reserva operacional. Contra ellos estaban la 2.ª Brigada egipcia, incluyendo el 2.º y el 9.º Batallón, tres pelotones armados con morteros de calibre mediano, la sede central de la brigada, y 12 piezas de artillería.

## La operación

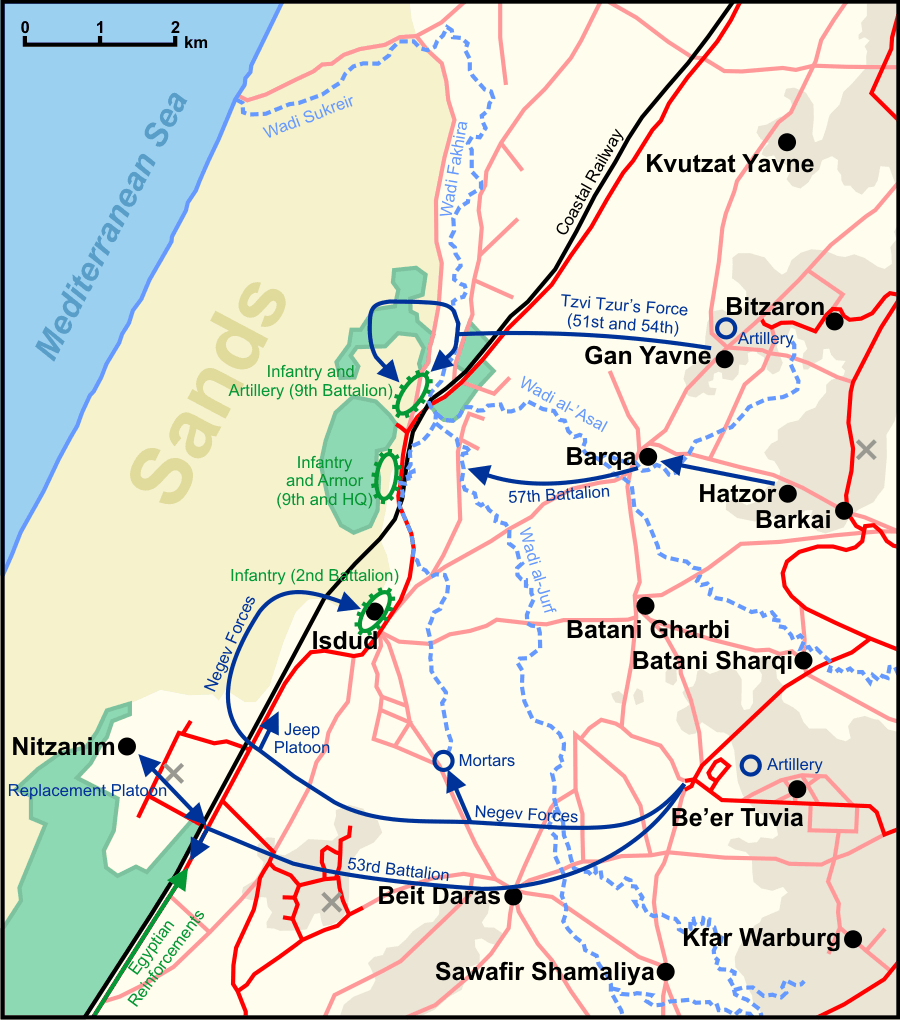
Mapa del ataque inicial israelí sobre Isdud.

La operación se inició oficialmente cuando un solitario S-199 israelí bombardeó posiciones egipcias en Isdud a las 18:00 horas del 2 de junio. Cinco aviones ligeros (dos Fairchild 24s, dos Rapides y un Bonanza) también hicieron bombardeos entre las 20:25-21:30 horas. El bombardeo no tomó preparados a los soldados israelíes, y en vista del ruido creado por las cañones antiaéreos egipcios, los israelíes consideraron que los aviones tuvieron la suerte de haber sobrevivido al vuelo. Además, las tropas estaban exhaustas, no habiendo tenido el sueño adecuado en los cuatro días anteriores a la operación. A las 22:00 horas, las fuerzas israelíes comenzaron a moverse contra las posiciones egipcias.
Un soldado del 54.º Batallón dijo del ataque aéreo:
| Cerca de la puesta del sol, mientras estábamos en el área de ensayo en Gan Yavne, nuestro avión apareció por encima de nosotros y giró hacia Asdod. Hemos sido bendecidos en nuestros corazones. No habían pasado ni pocos minutos cuando el cielo que era de color rojo debido a la puesta del sol, se hizo varias veces más rojo, inundado por el fuego antiaéreo situado en la zona de Asdod, persiguiendo a ese avión. El fuego era grande, y su impresión en nosotros (con todo nuestro entusiasmo por la vista) era más difícil. «Gran fuego tienen los egipcios» dijeron los soldados, y dieron un suspiro de alivio cuando vieron al avión huérfano lograr escapar con vida. [...] Y las opiniones variaron: algunos dijeron que mañana un avión hebreo sería capaz de volar sobre Asdod fácilmente, ya que caería en nuestras manos, y otros oraron por un destino similar: estar rodeados de fuego y escapar con vida. |  | קרוב לשקיעת החמה, בהיותנו בשטח הכינוס בגן־יבנה, הופיע אוירון שלנו מעלינו ופנה לאשדוד. ברכנוהו בלבנו. לא עברו דקות ספורות והשמים האדומים בשל שקיעת השמש האדימו, פי כמה, מפגזי התותחים הנגד־מטוסיים המוצבים באיזור אשדוד שהציפו את הרקיע בדרכם אחרי אוירון זה. האש היתה עצומה ורישומה עלינו – עם כל התפעלותנו מן הנוף – היה קשה ביותר. אש עצומה יש למצרים' אמרו החברים ונשמו לרוחה כשראו את אוירוננו היתום מצליח להסתלק בשלום. – – – והדעות נחלקו: היו שטענו, שמחר יוכל אוירון עברי לטוס בשקט מעל אשדוד, כיון שנפול תיפול בידינו, והיו שהתפללו לגורל דומה – לטבול באש אך לצאת ממנה בשלום |

### Ataque desde el norte
Las fuerzas que iban a atacar el puente Isdud (hoy Ad Halom) partió de Gan Yavne a las 22:20 horas: la 3.ª Compañía del 51.º Batallón (comandado por Yosef «Yosh» Harpaz), una empresa mixta del 54.º (a partir de la 2.ª y 3.ª compañías) bajo Asher Dromi, y la 1.ª Compañía del 54.º bajo Aryeh Kotzer. El comandante general fue Zvi Zur, quien estuvo acompañado por la plana mayor del batallón, soldados de una compañía de vehículos ligeros, y de la 3.ª Compañía del 54.º. Según el plan, Zur pretendía flanquear a los egipcios desde el oeste y sorprenderlos. Sin embargo, cuando llegaron a unos 700 m desde la posición egipcia, Wadi Fakhira, el río (wadi) resultó difícil de cruzar y causó un retraso significativo.
El movimiento fue descubierto en alrededor de 00:30 horas del 3 de junio, y la fuerza de Zur perdió el elemento sorpresa. La posición egipcia que enfrentó a los israelíes tenía dos compañías pero Harpaz, comandante de la 3.ª Compañía del 51.º, subestimó al enemigo e informó de la existencia de solo un pelotón. Zur decidió reagruparse en el wadi y ordenó a la 1.ª Compañía de Aryeh Kotzer quedarse y atacar a los egipcios en el punto donde inicialmente fueron descubiertos y asaltar el fortín desde allí, mientras que el resto de las fuerzas intentarían un movimiento envolvente.

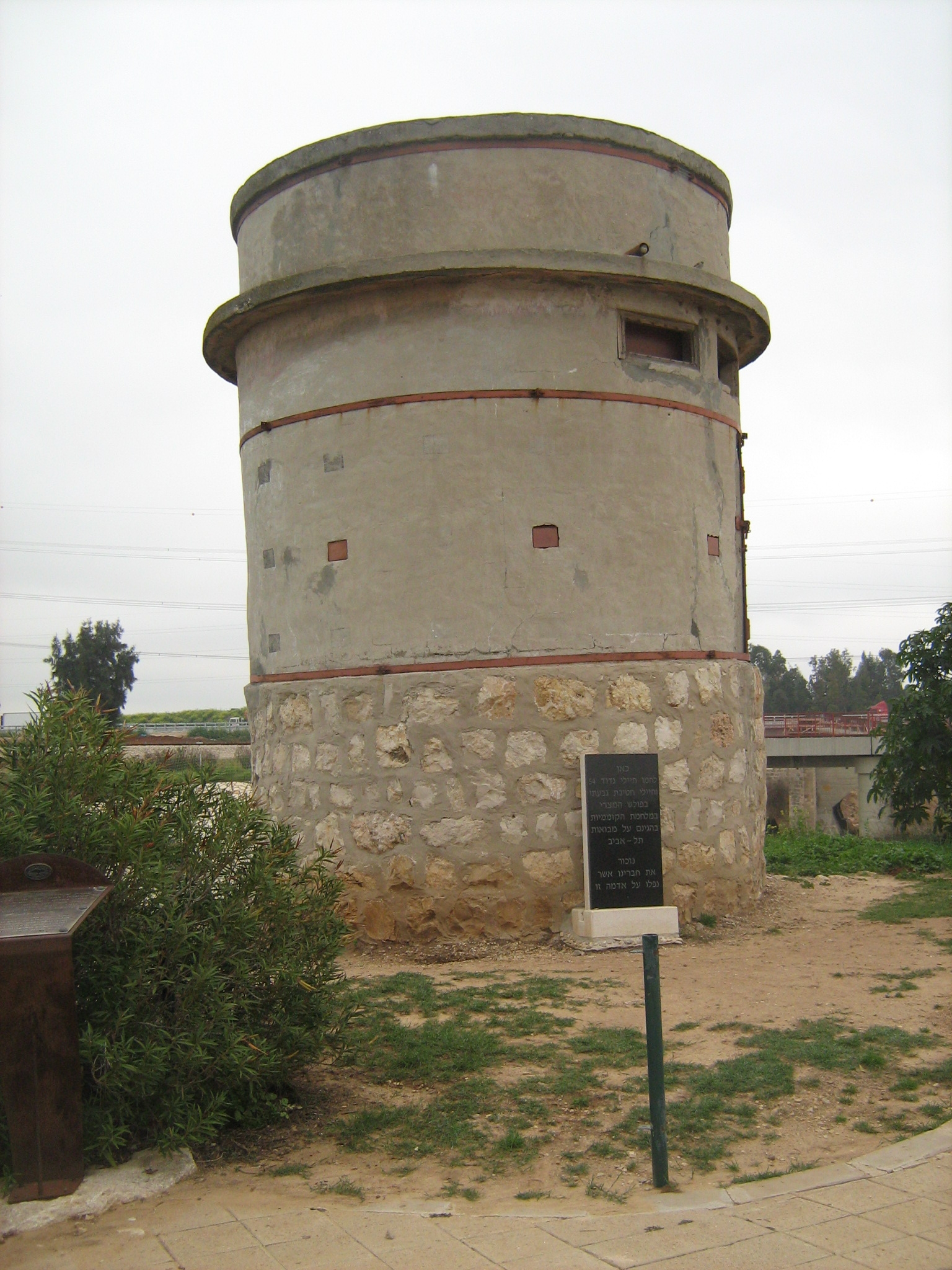
El fortín en Ad Halom (2005).

Kotzer estimó que un asalto frontal contra los egipcios sería inútil, ya que estos excavaron posiciones a ambos lados del fortín. Completamente a oscuras, la 1.ª Compañía avanzó hacia el sur a través del wadi con la esperanza de evitar el fuego enemigo desde las posiciones y armamento superiores hasta que estuvieran lo suficientemente cerca como para responder. A las 03:00 horas, el fuego de artillería israelí comenzó, pero no hizo ningún daño significativo y solamente alertó a todas las posiciones egipcias de la presencia israelí. La única unidad israelí cerca del lugar del enfrentamiento en ese momento era la compañía de Kotzer. Cerca de 100 m de distancia de la línea de defensa egipcia, entraron en una emboscada y el pelotón líder fue eliminado. Kotzer ordenó a las ametralladoras subir a la orilla oriental del wadi para dar cobertura a un contraataque, y ese movimiento también dio lugar a bajas israelíes. El contraataque fue difícil y destruyó solamente algunas pequeñas trincheras egipcias.
A pesar de que algunos de sus soldados llegaron a 60 metros de la fortín, después de que 19 de ellos (más de un tercio) fueran asesinados y el sol comenzara a subir a en el horizonte, Kotzer decidió retirarse, incapaz de recibir el permiso oficial, debido a problemas de comunicación. Él ordenó a todas sus tropas recoger a los heridos y cualquier tipo de armas que pudieran llevar, ayudando con la tarea él mismo. Los muertos fueron dejados en el campo, incluyendo a los médicos (ni un solo médico sobrevivió). Los heridos fueron llevados bajo fuego en el wadi y aproximadamente a las 07:00 horas la fuerza se abrió camino a un edificio de dos plantas deshabitado en la orilla oriental. Después de que los egipcios comenzarsn a bombardear el edificio con morteros, la compañía de Kotzer comenzó a moverse hacia Gan Yavne.
Un soldado que fue testigo de los hechos manifestó:
| Nunca olvidaré la mirada de despedida que dio Aryeh hacia el wadi y de hecho hacia su muertos que permanecieron en el wadi maldito. Apenas cinco de nosotros estaban todavía en el wadi: Kotzer, Izi el sargento y tres guardias, incluido yo mismo. Kotzer nos mandó a correr hacia la casa en el bosque, mientras él se quedaba hasta el último con un mundo de dolor en sus ojos. Por un momento echó un vistazo al wadi, como para decir adiós a sus amigos-subordinados, y luego se volvió a correr detrás de nosotros. | לעולם לא אשכח את מבט הפרידה ששלח אריה קוצר לעבר הואדי ולמעשה לעבר ההרוגים שלו שנשארו בואדי הארור. נשארנו בואדי חמישה: קוצר, איזי הרס"פ ושלושה מבטיחים, בתוכם אנוכי. קוצר פקד עלינו לקפוץ לעבר הבית שבפרדס ואילו הוא נשאר אחרון ויגון עולם בעיניו. רגע הפנה עוד מבטו לואדי, להיפרד כביכול מחבריו־פקודיו, ואחר פנה לרוץ בעקבותינו |

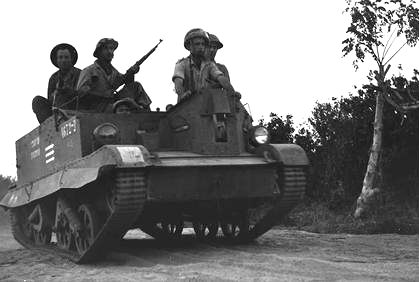
Transporte egipcio Bren al servicio de la Brigada Guivati después de haber sido capturado por las fuerzas israelíes (no durante la Operación Pleshet).

La maniobra de Zur envió fuerzas israelíes en un territorio desconocido, y ellos encontraron un atrincheramiento egipcio que tomaron por sorpresa. Su plan original era enviar a Yosef Harpaz y la 3.ª Compañía y luego a la compañía de Dromi, pero cuando abrieron fuego sobre los hombres de Harpaz (aproximadamente a las 04:00 horas), Zur le ordenó ejecutar un asalto frontal. Harpaz decidió hacer esto en tres olas de un pelotón: los dos primeros atacarían los egipcios, mientras que el tercer pelotón podría dar cobertura a las fuerzas. El primer pelotón era inexperto y nunca había luchado contra el ejército de Egipto. Después de avanzar, se encontraron con lo que probablemente eran transportes Bren, que su comandante informó eran tanques. Harpaz entonces envió al segundo, más experimentado, pelotón de 15 hombres, que también eran capaces de utilizar mejor el fuego de cobertura. Finalmente, el primer pelotón huyó del campo de batalla sin recibir la orden de hacerlo y el ataque fue de solo dos pelotones reforzados. Sin embargo, el pelotón asistió a Aryeh Kotzer, al otro lado de las posiciones egipcias, para evacuar a sus soldados heridos.
En la madrugada, después de que su ataque falló en alcanzar a las posiciones principales, Zur decidió retirarse por primera vez en su vida. Ordenó a la compañía de Harpaz, que tuvo la mayor cantidad de bajas, irse primero a las 06:00 horas, seguida por la compañía de Dromi. La compañía de Harpaz contó con cinco hombres desaparecidos en acción, cuatro de los cuales fueron recogidos por la gente de Dromi. Uno de los pelotones de Dromi se mantuvo en la cima de una duna de arena para proporcionar fuego de cobertura para la retirada. Mientras tanto, el resto de la compañía se abrió camino bajo la carretera y el ferrocarril a través de las alcantarillas. En el lado este, Dromi se reunió con Harpaz. Enviaron al pelotón de cubierta al edificio abandonado con los heridos, y se mantuvieron en su lugar para esperar a Zur. Su puesto de observación también vio la retirada de la compañía de Kotzer, y Harpaz solicitó cubierta de artillería con el dispositivo de comunicación único de trabajo que tenía. Los Napoleonchiks fallaron sus objetivos, pero disuadieron los egipcios, que dejaron de seguir a Kotzer.
Zur era extremadamente reacio a retirar sus fuerzas particulares. Decidió hacerlo recién a las 09:00 horas, cuando quedó claro que las otras dos compañías estaban a una distancia segura, y los egipcios se concentraban para un contraataque. En primer lugar, los heridos fueron evacuados, luego el resto de las fuerzas realizó su camino de regreso; cada escuadrón daba cobertura al siguiente. La artillería egipcia causó una dispersión en las fuerzas, y los comandantes tuvieron dificultades para desviarlos a la ruta de retirada general. Después de que llegaron a una pequeña arboleda, al oeste de la carretera principal, se descubrió que 3 estaban desaparecidos y 17 heridos, los cuales fueron tratados por el único médico sobreviviente. Aproximadamente al mediodía, los hombres de Zur se reunieron con Dromi y Harpaz, y el dispositivo de comunicación de trabajo se utilizó para llamar a los vehículos para llevar a los soldados a Gan Yavne.

### Ataque desde el sur
Cuatro compañías motorizadas de la Brigada Néguev dejaron Beer Tuvia. Establecieron una posición de morteros de 4.2 pulgadas y ametralladoras medianas a mitad de camino entre Isdud y Beit Daras, para bombardear Isdud desde el sudeste. Una compañía reforzada también abandonó Beer Tuvia y tomó posiciones entre la colina 69 y la base militar cercana a Nitzanim para bloquear a los refuerzos egipcios procedentes de Majdal. El 57.º Batallón (formado por veteranos del Irgún) dejó Hatzor para asaltar Isdud desde el noreste. El 53.º Batallón fue acompañado por un pelotón armado de 44 soldados del temporal 58.º Batallón (una nueva unidad de reclutas), que se dirigió a Nitzanim con el fin de ser reemplazado por un pelotón con más experiencia del 53.º.
Cuando las fuerzas de Néguev llegaron a la carretera costera, se dieron cuenta de que no podían continuar en sus vehículos, ya que no podrían viajar en las dunas de arena al oeste de la carretera. Por lo tanto, los vehículos se quedaron con un pelotón al sur de Isdud para bloquear una posible retirada egipcia. Los demás soldados continuaron a pie en las dunas de arena con la intención de flanquear las posiciones egipcias. En el segundo intento, las fuerzas de Néguev capturaron con éxito varios puntos clave en el pueblo, y destruyeron un cañón. Nahum Sarig, el comandante de la brigada Néguev, escribió más tarde que la falta de información de inteligencia sobre el enemigo impidió a la fuerza israelí continuar su asalto, mientras que los egipcios tuvieron tiempo para reagruparse.
A pesar de los logros de Néguev, también se les dio la orden de retirada, ya que el mando israelí no quería luchar a plena luz del día. Las fuerzas en retirada no tenían más remedio que utilizar una ruta similar a la que vinieron, la que había ralentizado su movimiento. La mayoría de ametralladoras que habían traído se habían averiado en el entorno arenoso, y no podían proporcionarles cubierta. También llevaban un gran número de soldados heridos. Muhammad Naguib decidió utilizar los vehículos blindados en su reserva operacional en contra de las fuerzas en retirada, temiendo un posible corte del resto de las fuerzas egipcias en Palestina. De acuerdo con Simha Siloni, comandante del Batallón Bestias de la brigada Néguev, los israelíes, especialmente los heridos, pensaron que todo estaba perdido cuando esto sucedió. Sin embargo, los vehículos egipcios se atascaron finalmente a medida que se internaban en la arena, y las tropas lograron volver a Nitzanim. Dieciséis soldados israelíes murieron durante la retirada.
Mientras tanto, el 57.º Batallón se abrió camino a través de Barqa hacia Isdud. Estas tropas estaban destinadas a servir como una fuerza de distracción. Como tal, cuando llegaron a Wadi al-Yurf, a unos 750 metros (820 yardas) de la posición egipcia, pero no se decidieron a cruzar el lecho del río, y en su lugar dispararon contra los egipcios desde el otro lado. Estaban demasiado lejos sin embargo para infligir daños significativos, pero tampoco sufrieron baja alguna. Nahum Sarig acusó más tarde a esta fuerza de notificar falsamente sus posiciones, lo que socavó los esfuerzos de su Brigada Néguev.
En la colina 69 y la carretera costera, el 53.º Batallón interceptó y atacó a un contingente de refuerzos egipcios de Majdal. Después de las batallas, el 53.º Batallón informó que a las 03:00 horas, ellos habían sido preparados para tender una emboscada a los posibles refuerzos, y a las 06:00 horas, un convoy egipcio de dos vehículos blindados y otros 4 vehículos se dirigieron a Isdud. Ellos se vieron afectados por las minas israelíes, operadas por el pelotón de Avraham Schwarzstein (véase batalla de Nitzanim), y solo dos vehículos lograron salir y volver a Majdal. A las 09:00 horas se dio la orden de retirada general y, después de alcanzar Nitzanim, el pelotón de Schwarzstein se dispuso a apoyar la retirada de las fuerzas de Néguev, ayudando a llevar a las 20 víctimas. Las fuerzas sobre la colina 69 se retiraron recién al mediodía hacia Beer Tuvia.

## Consecuencias e importancia
En total, 45 israelíes murieron, 50 resultaron heridos y 5 capturados por Egipto. De ellos, 29 muertos y 34 heridos eran de la 54.ª Compañía de Zur. Las fuentes egipcias informaron de 15 muertos y 30 heridos, aunque esto no incluye las bajas sufridas por los refuerzos de Majdal interceptados. Incluso antes de que las tropas en retirada final llegaran a sus bases, el comando de Guivati había emitido una nueva orden de maniobra, pidiendo una renovada artillería y el bombardeo aéreo de Isdud, así como pequeñas operaciones de acoso. El 57.º Batallón, que ganó una mala reputación después de sus fracasos en Yibna y Isdud, llevó a cabo varias de estas operaciones de manera exitosa, recuperando su prestigio en la brigada.
Mientras que los israelíes sufrieron una derrota táctica importante en la operación Pleshet, se cree generalmente en Israel que se logró el objetivo estratégico de la operación (detener el avance egipcio), sin el conocimiento del mando israelí en ese momento. Esto también permitió la captura de Yibna, donde los residentes restantes esperaban que el Ejército egipcio llegara a ellos, y que en su mayoría huyeron después de la batalla. Dado que la línea del Plan de Partición de las Naciones Unidas para Palestina corría entre Isdud y Yibna, el resultado de la batalla significó que, en la franja costera, los egipcios habían sido expulsados del territorio asignado al Estado de Israel. El puente sobre el río Lakhish desde entonces se ha conocido como Ad Halom («hasta ahora»).
A pesar de que en su libro de 1955 El destino de Egipto, Naguib escribió que el soporte exitoso de su brigada fue una victoria gloriosa con pocas consecuencias, estimando 450 israelíes muertos (de unos percibidos 4000 atacantes), un cuaderno de bitácora capturado por Israel durante la guerra reveló que estaba muy preocupado por el futuro destino de sus fuerzas. Él solicitó la asistencia inmediata, incluyendo el apoyo aéreo para determinar la ubicación de los cañones israelíes, una unidad de evacuación médica, refuerzos, municiones y líneas de comunicación. También es probable que él creyera que las fuerzas de bloqueo del 53.º Batallón de la carretera de Majdal seguían en ese lugar y, por lo tanto, pensó que estaba rodeado.
Refuerzos considerables (el 6.º Batallón) vinieron a Naguib solamente cuando su 9.º Batallón estaba a punto de atacar Nitzanim. Al margen de Nitzanim (7 de junio), el Ejército egipcio se concentró principalmente en despejar sus flancos, con gran éxito en un camino entre Majdal y Faluya. El cronista y oficial israelí Avraham Ayalon escribió que la retirada israelí de la colina 69 el 3 de junio, junto con el resto de las fuerzas (retirada que creía innecesaria), fue un factor importante que contribuyó a las victorias egipcias posteriores.

### Historiografía
Los principales puntos de controversia historiográfica sobre la batalla son si los egipcios estaban planeando avanzar hacia el norte de Tel Aviv, y si la batalla fue uno de los puntos de inflexión de la guerra árabe-israelí de 1948. El 18 de junio, después de que la primera tregua de la guerra entrara en vigor, Nahum Sarig dijo en una reunión de personal, con la presencia del ministro de Defensa, que en ese momento los planes egipcios no eran claros, pero que seguramente querían penetrar en el Néguev. Ben-Gurión, por el contrario, anotó en su diario que los egipcios querían tomar Tel Aviv y avanzar hacia el norte.
En 1958, el mayor general Yitzhak Rabin abordó la cuestión; sintió que el estancamiento egipcio en Isdud fue el resultado de dificultades técnicas, después de quince días de movimiento continuo, incluyendo batallas a lo largo del camino. Esto, pensó Rabin, junto con el terreno y los contraataques aéreos, con el tiempo retrasó su avance a Tel Aviv. Según Rabin, posteriormente los egipcios intentaron hacer contacto con las fuerzas jordanas en Latrún y, después de un movimiento de pinzas fallido, trataron de cortar el Néguev del resto de Israel. Según el historiador israelí Reuven Aharoni, la glorificación e idealización de la batalla se adapta a las necesidades sentimentales del pueblo israelí. Él cree que aún no existe una respuesta definitiva a la cuestión de si o no los egipcios planificaron llegar a Tel Aviv.